# Hubert Haupt
Hubert Haupt (* 30. April 1969 in München) ist ein deutscher Automobilrennfahrer, Rennteaminhaber, Immobilien-Unternehmer und Investor.
Er startete 1991 und 1992 für Audi, 2001 für Opel und 2021 für Mercedes-AMG in der DTM. 1999 erreichte er den GT2-Klassensieg beim 24-Stunden-Rennen von Daytona. 2015, 2018 und 2020 gewann er das 24-Stunden-Rennen von Dubai. 2020 gründete er ein eigenes Rennteam.

## Karriere
Hubert Haupt begann seine Motorsportkarriere im Kartsport, in dem er bis 1989 aktiv war. 1990 wechselte er in den Tourenwagensport und fuhr eine Saison für Opel in der Deutschen Tourenwagen Challenge. Danach startete er 1991 und 1992 als Werksfahrer für das Team SMS Schmid Motorsport mit dem Audi V8 quattro DTM Evo. 1991 erreichte er beim zweiten Lauf auf der AVUS mit dem dritten Platz seinen größten DTM-Erfolg.
1993 fuhr er mit einem Lola T93/20-Formel-Rennwagen in der US-amerikanischen Indy-Lights-Meisterschaft. Im folgenden Jahr nahm er, wieder in Deutschland zurückgekehrt, am Porsche Carrera Cup und am Porsche Supercup teil und erzielte dort den neunten Platz beim Carrera Cup und den siebten Platz beim Supercup in der Jahreswertung.
Nach einer vierjährigen Pause startete Haupt 1999 für Roock Racing in der GT2-Klasse der FIA-GT-Meisterschaft und in der American Le Mans Series (ALMS). Beim 24-Stunden-Rennen von Daytona erreichte er zusammen mit André Ahrlé, Raffaele Sangiuolo und David Warnock mit einem Porsche 911 GT2 (Typ 993) den siebten Platz und den GT2-Klassensieg. Ebenfalls 1999 ging er beim 24-Stunden-Rennen von Le Mans an den Start. Jedoch mussten er und seine Team-Kollegen das Rennen wegen Motorschaden vorzeitig beenden.
In der nächsten Saison fuhr er abermals in der ALMS für Roock Racing. In der FIA-GT-Meisterschaft startete er für Freisinger Motorsport. Beim Rennen auf dem Lausitzring konnte er zusammen mit Wolfgang Kaufmann seinen ersten Sieg in der FIA-GT-Meisterschaft feiern.
2001 fuhr Hubert Haupt nochmals in der DTM. Dort konnte er mit dem Opel Astra V8 Coupé lediglich einmal für das Opel Euroteam in die Punkteränge fahren. Er nahm in dem Jahr mit einem Porsche 911 GT3 R (Typ 996) für das Team Cirtek Motorsport beim 24-Stunden-Rennen von Daytona nur einmal an einem Langstreckenrennen teil, das er wegen Motorschaden nicht beenden konnte.
Im darauffolgenden Jahr fuhr er eine Saison in der deutschen V8-Star und belegte dort den 20. Rang in der Gesamtwertung. 2004 trat er erstmals in der Mini Challenge Deutschland an und beendete diese mit dem elften Platz. 2006 bis 2008 startete er dort abermals – konnte jedoch das 2004er-Ergebnis nicht wiederholen.
2005 ging er mit einem Ferrari 550 GTS Maranello für das Team Wieth Racing in der französischen GT-Meisterschaft und mit einem Saleen S7-R für Graham Nash Motorsport in der FIA-GT-Meisterschaft bei einigen Rennen an den Start.
Ab 2011 fuhr Haupt mit einem Mercedes-Benz SLS AMG GT3 und ab 2016 im Mercedes-AMG GT3 in verschiedenen Renn-Meisterschaften, und -Veranstaltungen wie der Blancpain Endurance Series, VLN Langstreckenmeisterschaft Nürburgring oder Langstreckenrennen auf dem Nürburgring, Spa-Francorchamps und Dubai. Dabei startete er zumeist für das Rennteam Black Falcon.
2018 gewann er in der Blancpain GT Series zusammen mit Abdulaziz Al Faisal und Gabriele Piana die Silver-Cup-Klasse. 2020 wurde er zusammen mit Sergei Afanassjew in der Silver-Cup-Wertung des GT World Challenge Europe Endurance Cup Zweiter.
2020 gründete Haupt mit dem Haupt Racing Team (HRT) sein eigenes Rennteam, das im Debütjahr in der Nürburgring Langstrecken-Serie (ehemals VLN), beim 24-Stunden-Rennen auf dem Nürburgring sowie in der GT World Challenge Europe erste Erfolge feiern konnte. Im Jahr darauf stieg das Haupt Racing Team in die DTM ein und gewann mit Maximilian Götz die Fahrermeisterschaft.
2021 startete Hubert Haupt bei den Läufen auf dem Nürburgring sowie auf dem Hockenheimring ebenfalls in der DTM. Damit ist Haupt der erste Fahrer der Geschichte, der in jeder DTM-Ära als Fahrer gestartet ist.
Hubert Haupt lebt und arbeitet in München. Er ist Mehrheitsgesellschafter eines deutschen Fitnessgeräteherstellers sowie Eigentümer einer Immobilien Holding. Sein Sohn Henri Haupt ist Tennisspieler.

## Statistik

### Le-Mans-Ergebnisse
| Jahr | Team                         | Fahrzeug                  | Teamkollege | Teamkollege   | Platzierung | Ausfallgrund |
| ---- | ---------------------------- | ------------------------- | ----------- | ------------- | ----------- | ------------ |
| 1999 | Roock Racing Int. Motorsport | Porsche 911 GT2 (Typ 993) | Hugh Price  | John Robinson | Ausfall     | Motorschaden |

### Sebring-Ergebnisse
| Jahr | Team                           | Fahrzeug                  | Teamkollege     | Teamkollege     | Platzierung | Ausfallgrund |
| ---- | ------------------------------ | ------------------------- | --------------- | --------------- | ----------- | ------------ |
| 1999 | ARBJH Development              | Porsche 911 GT2 (Typ 993) | Claudia Hürtgen | Zak Brown       | Ausfall     | Unfall       |
| 2000 | Roock Motorsport North America | Porsche 911 GT2 (Typ 993) | Vic Rice        | Claudia Hürtgen | Ausfall     | kein Öldruck |

### 1000-km-Rennen auf dem Nürburgring-Ergebnisse
| Jahr | Team                           | Fahrzeug                  | Teamkollege         | Teamkollege    | Platzierung | Ausfallgrund |
| ---- | ------------------------------ | ------------------------- | ------------------- | -------------- | ----------- | ------------ |
| 2000 | Roock Motorsport North America | Porsche 911 GT2 (Typ 993) | Zak Brown           | Vic Rice       | Rang 21     |              |
| 2013 | Black Falcon                   | Mercedes-Benz SLS AMG GT3 | Andreas Simonsen    | Luca Ludwig    | Rang 8      |              |
| 2014 | Black Falcon                   | Mercedes-Benz SLS AMG GT3 | Abdulaziz Al Faisal | Richard Muscat | Rang 3      |              |